# Gravataí
Gravataí (en Tupí-Guaraní:. Gravatá, és una flor comú a la regió) és una ciutat brasilera, prop de Porto Alegre a l'Estat de Rio Grande do Sul. La seva població és d'aproximadament 250.000 persones, el que és la sisena ciutat més poblada de l'estat.